# Ranunculus clivicola
Ranunculus clivicola är en ranunkelväxtart som beskrevs av Briggs. Ranunculus clivicola ingår i släktet ranunkler, och familjen ranunkelväxter. Inga underarter finns listade i Catalogue of Life.